# Ihor Sasjeda
Ihor Iwanowytsch Sasjeda (ukrainisch Ігор Іванович Засєда; * 12. September 1932 in Budy, Oblast Charkow; † 5. November 2005) war ein ukrainischer Schwimmer.
Sasjeda war Mitglied des Kiewer Schwimmvereins Burevestnik. 1956 gehörte er bei den Olympischen Sommerspielen in Melbourne der Olympiamannschaft der Sowjetunion an. Über 200 Meter Brust gewann er zunächst seinen Vorlauf. Er profitierte dabei von der nachträglichen Disqualifikation des deutschen Schwimmers Herbert Klein. Im Finale konnte er in den Kampf um die Medaillen nicht eingreifen und wurde am Ende Fünfter.